# Мишохвіст
Мишохвіст — єдиний рід рукокрилих у родині мишохвостових (Rhinopomatidae). Проживають у північній Африці, Південній Азії на схід до Суматри у теплих посушливих районах.

## Опис
Голова і тіло довжиною 53—90 мм, хвіст довжиною 43—75 мм, передпліччя довжиною 45—75 мм, вага 6—15 грамів.
М'яке хутро відсутнє на обличчі та крупу. Забарвлення сірувато-коричневе чи темно-коричневе зверху й зазвичай блідіше знизу. Зубний ряд адаптований до комахоїдства. Зубна формула: (i 1/2, c 1/1, pm 1/2, m 3/3)•2=28. Хвіст тонкий, очі великі, ніздрі щілиноподібні.

## Поведінка
Ведуть нічний спосіб життя. Лаштують сідала у різних місцях, у тому числі тріщинах гірських порід, будинках, руїнах, печерах, навіть єгипетських пірамідах. 

## Відтворення
Відтворення відбувається один раз на рік і має сезонний характер. Спарювання відбувається навесні, період вагітності становить приблизно від 95 до 120 днів, так що народження відбувається зазвичай в липні або серпні. Народжується одне дитинча, яке вигодовується молоком 6—8 тижнів.

## Геологічний діапазон
Найстаріший відомий викопний зразок з пізнього еоцену, з Єгипту.